# لو تیلور پاچی
لو تیلور پاچی (به انگلیسی: Lou Taylor Pucci) (زاده ۲۷ ژوئیه ۱۹۸۵) بازیگر آمریکایی است.
از فیلم‌های معروف او می‌توان به بازی در فیلم‌های دارایی‌های آوا، حامل، ملت غذای آماده، موسیقی هرگز متوقف نمی‌شود، داستان لوک، بیماری‌های آشکار، شادی در دوزهای کم و شست‌خور اشاره کرد.